# Time Out – Richter der Zeit
Time Out – Richter der Zeit (Originaltitel: Nightworld: 30 Years to Life; Alternativtitel: Time Out – Die Zeit läuft ab) ist ein Science-Fiction-Film aus dem Jahr 1998 mit Robert Hays als 15-jährigen Vincent und Amy Robbins als Darla in den Hauptrollen.

## Handlung
Im Jahr 2020 ist die Todesstrafe durch die Strafe des künstlichen Alterns ersetzt worden, der Fachausdruck hierfür lautet „Geriatrifizierung“.
Der 15-jährige Vincent Dawson wurde zu Unrecht des Mordes an seinen Stiefvater verurteilt und um 30 Jahre gealtert. Um seine Unschuld zu beweisen, versucht der nun 45-jährige, den wahren Mörder seines Stiefvaters zu finden.